# Power Pro Success Legends
Power Pro Success Legends (パワプロ サクセス・レジェンズ Pawapuro Sakusesu Rejenzu?) es un videojuego de béisbol para PlayStation Portable, fue desarrollado y publicado por Konami Digital Entertainment en 25 de febrero de 2010, exclusivamente en Japón. Es parte de la serie Jikkyō Powerful Pro Yakyū, y fue el quinto juego para el Portátil de Sony.
- Datos: Q11329530